# Seth (cartunista)
Gregory Gallant (nascido em 16 de setembro de 1962), mais conhecido pelo seu pseudônimo Seth, é um cartunista canadense, mais conhecido por sua série Palookaville e sua graphic novel pseudoautobiográfica It's a Good Life, If You Don't Weaken (1996).
Seth desenha num estilo influenciado pelos cartunistas clássicos da revista The New Yorker. Seu trabalho é altamente nostálgico, especialmente em relação ao período do início a meados do século XX e ao sul de Ontário. Seu trabalho também demonstra grande profundidade e amplitude de conhecimento da história dos quadrinhos e dos cartuns.